# Комуністична партія Іспанії
Комуністична партія Іспанії (ісп. Partido Comunista de Españа) — третя за розміром політична партія Іспанії. Є провідною силою в коаліції Об'єднані ліві.

## Історія
Партію було створено за після Жовтневого перевороту в Росії. У березні 1922 року в Севільї відбувся 1-й з'їзд партії, що ухвалив політику єдиного фронту з членами Загального союзу трудящих та анархістами. В той час комуністи й анархо-синдикалісти тісно співпрацювали в революційно-синдикалістському професійному об'єднанні Національна конфедерація праці.
Після встановлення у вересні 1923 року військової диктатури генерала Прімо де Рівери Компартія була змушена піти у підпілля. В листопаді 1925 року партія об'єднала зусилля з каталонським сепаратистським рухом «Estat Català», маючи намір втілити революційну програму, що передбачала створення революційного комітету з представників опозиційних партій та збройне повстання в Мадриді. Подальші дії включали повалення режиму Прімо де Рівери, ліквідацію монархії, перетворення Іспанії на федеративну народну республіку, визнання незалежності Каталонії, Країни Басків і Марокко, повну свободу зібрань, експропріацію великих землевласників і розподіл землі серед селян, започаткування робітничих рад у промисловості. Однак той план так і не було втілено. В той же час, окрім політичних репресій, Компартія мала внутрішні суперечки між іспанськими прибічниками Сталіна, Троцького й Бухаріна.
Після повалення монархії 14 квітня 1931 року КПІ вийшла з підпілля, взявши активну участь у подіях Іспанської революції та невдовзі ставши однією з найбільш помітних політичних сил країни.
За часів Громадянської війни 1936—1939 років Компартія була головним організатором опору франкістському військовому заколоту, який підтримали фашистські режими Німеччини й Італії. КПІ відіграла важливу роль у залученні інтербригад.
Під час Другої світової війни 1939—1945 років Комуністична партія Іспанії прагнула не допустити вступу Іспанії в війну на боці гітлерівської Німеччини, сприяла партизанському руху, що розгорнувся в країні макі. Після завершення війни партія поєднувала легальні й нелегальні форми боротьби, відмовившись від партизанських дій.
Після смерті Франсіско Франко Компартію було легалізовано. Вона взяла участь у виборах 1977 року, виборовши 3 місця.
Під час повномасштабного вторгнення Росії в Україну зайняла проросійську позицію, звинувачуючи «український режим» у «переслідуванні комуністів».

## Генеральні секретарі
- Антоніо Гарсія Кехідо 1921—1923
- Сесар Родрігес Гонсалес 1923—1925
- Хосе Бульєхос 1925—1932
- Хосе Діас Рамос 1932 — березень 1942

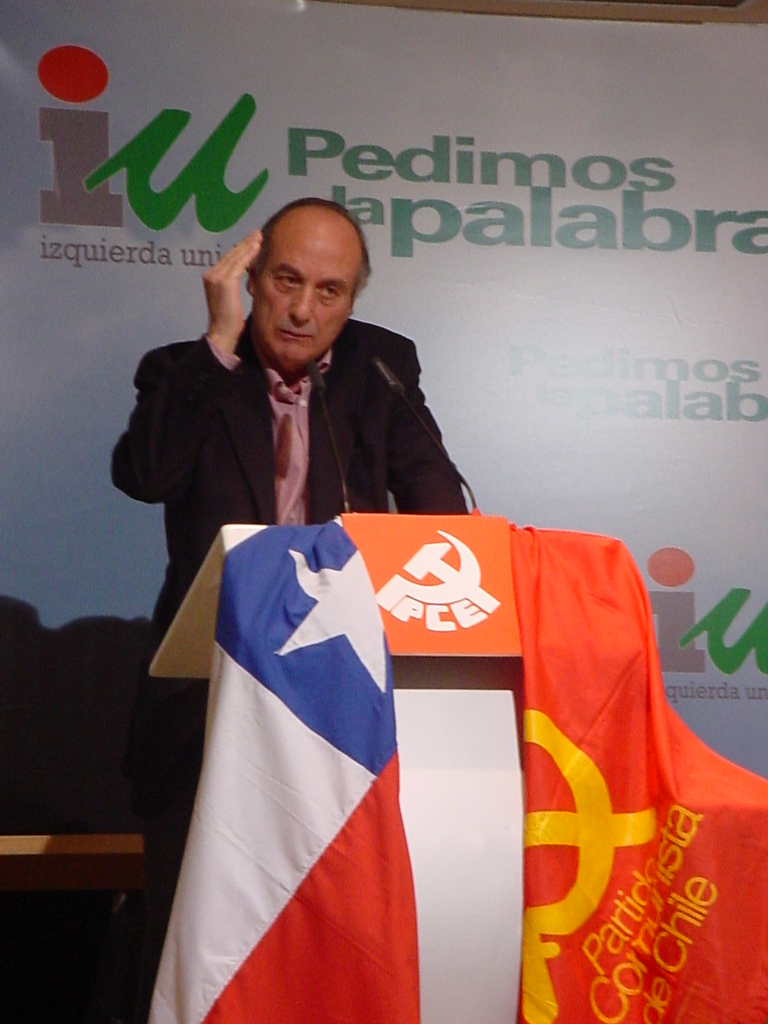
Франсіско Фрутос, генеральний секретар КПІ у 1998—2009 роках

- Долорес Ібаррурі березень 1942 — січень 1960
- Сантьяго Каррільйо січень 1960 — 7 листопада 1982
- Герардо Іглесіас 8 листопада 1982 — лютий 1988
- Хуліо Ангіта лютий 1988—1998
- Франсіско Фрутос 1998 — листопад 2009
- Хосе Луїс Сентелья від листопада 2009